# Ceriscoides sessiliflora
Ceriscoides sessiliflora är en måreväxtart som först beskrevs av Nathaniel Wallich och Charles Baron Clarke, och fick sitt nu gällande namn av Deva D. Tirvengadum. Ceriscoides sessiliflora ingår i släktet Ceriscoides och familjen måreväxter. Inga underarter finns listade i Catalogue of Life.